# Чоршанбиев, Азизхон Авазхонович
Азизхо́н Авазхо́нович Чоршанби́ев (тадж. Азизхон Авазхонович Чоршанбиев, англ. Azizkhon Avazkhonovich Chorshanbiev, род. 12 марта 1998, Хорог, Таджикистан), известный как Кра́сный Коро́ль (англ. Red King) — профессиональный боец смешанных единоборств в наилегчайшем и лёгком весе.
Победитель турнира-однодневки — «GR Promotions», являлся претендентом на титул «AMC Fight Nights», одним из лучших ударников — «URJ», также экс-амбасадор лиги «Pravda Fighting».
Является родным братом бойца — Чоршанбе Чоршанбиева.

## Биография

### Ранние годы
Азизхон родился 12 марта 1998 года в городе Хорог, в семье Авазхона, воспитывался со старшим братом — Чоршанбе и младшей сестрой — Фарой. С раннего детства увлекался спортом, вместе с братом занимался рукопашным боем.
Отец занимался их выносливостью, братьям пришлось заниматься контактными видами спорта. Вместе с братом, он сначала пошёл на каратэ, а затем в смешанные единоборства.

## Семья
- Младшая сестра — Фара
- Старший брат — Чоршанбе[16]

## Карьера

### Спортивная карьера
Азизхон после переезда в Россию, вместе с наставником и Чоршанбе, в 2018 году начал соревноваться на любительских поединках, затем профессиональных ММА—турнирах, ему удалось набить рекорд 5-0. Участвовал в Московском турнире — «Гром», от «GR Promotion».

#### Смешанные единоборства
Благодаря своей громкой фамилии, его сразу приняли на отборочный тур в — «Наше Дело».
Российская организация — «AMC Fight Nights», организовали поединок с бойцом Амирханом Оевым, он был отправлен в нокаут через несколько минут со старта боя. Азизхон выиграл: Фарида Ядуллаева на Hype Fighting, и участвовал в поединке с Радомиром Филипповым.

### Переезд
После переезда его брата из России, Азизхон также переехал в Таджикистан, и после долгой паузы в карьере, он начал соревноваться в Казахстане, заключив контракт с промоушеном — «RUH».

## Статистика в смешанных единоборствах
| Боёв 13  | Побед 12 | Поражений 1 |
| -------- | -------- | ----------- |
| Нокаутом | 0        | 1           |
| Сдачей   | 10       | 0           |
| Решением | 2        | 0           |

| Результат | Рекорд | Соперник             | Способ                             | Турнир                              | Дата            | Раунд | Время | Место          | Примечание                                   |
| --------- | ------ | -------------------- | ---------------------------------- | ----------------------------------- | --------------- | ----- | ----- | -------------- | -------------------------------------------- |
| Поражение | 6-1    | Морис Болеян         | Сабмишн                            | AMC Fight Nights 103                | 15 июля 2021    | 1     | 3:16  | Сочи, Россия   | Бой за титул в лёгком весе                   |
| Победа    | 6-0    | Амирхан Оев          | Технический нокаут (удары)         | AMC Fight Nights Global: Winter Cup | 24 декабря 2020 | 2     | 2:26  | Москва, Россия |                                              |
| Победа    | 5-0    | Бакит Омурканов      | Технический нокаут (остановка боя) | FFC FMR FC: Selection               | 23 февраля 2020 | 1     | 3:40  | Сочи, Россия   |                                              |
| Победа    | 4-0    | Шахзот Сотволдиев    | Технический нокаут (удушение)      | Pitko Team Evolution                | 21 апреля 2019  | 4     | 5:00  | Москва, Россия |                                              |
| Победа    | 3-0    | Мухаммедали Макситов | Технический нокаут (удары)         | GR Promotion Thunder Evolution      | 30 марта 2019   | 2     | 2:30  | Москва, Россия |                                              |
| Победа    | 2-0    | Саид Капланов        | Сабмишен                           | GR Promotion Thunder Evolution      | 30 марта 2019   | 5     | 1:23  | Москва, Россия | Бой в полусреднем весе. Лучший бой вечера.   |
| Победа    | 1-0    | Мухиддин Косимов     | Удушающий приём (сзади)            | GR Promotion Thunder 8              | 24 ноября 2018  | 2     | 4:12  | Москва, Россия | Дебют в полусреднем весе. Лучший бой вечера. |

## Статистика в поп-ММА
| Результат | Рекорд | Соперник            | Способ                             | Турнир            | Дата             | Раунд | Время | Место                   | Примечание |
| --------- | ------ | ------------------- | ---------------------------------- | ----------------- | ---------------- | ----- | ----- | ----------------------- | ---------- |
| Победа    | 5-0    | Ерасыл Шукатаев     | Единогласное решение               | RUH               | 23 марта 2022    | 3     | 5:00  | Москва, Россия          |            |
| Победа    | 4-0    | Радомир Филиппов    | Единогласное решение               | HFC MMA           | 28 октября 2021  | 3     | 5:00  | Москва, Россия          |            |
| Победа    | 3-0    | Фарид Ядуллаев      | Технический нокаут (остановка боя) | Hype FC           | 4 октября 2021   | 3     | 1:43  | Москва, Россия          |            |
| Победа    | 2-0    | Шодмон Назокатов    | Технический нокаут (удушение)      | Наше Дело         | 19 ноября 2020   | 2     | 2:59  | Санкт-Петербург, Россия |            |
| Победа    | 1-0    | Соперник неизвестен | Технический нокаут                 | Наше Дело: Отборы | 15 сентября 2020 | 2     | 1:54  | Москва, Россия          |            |